# Wicherklasse

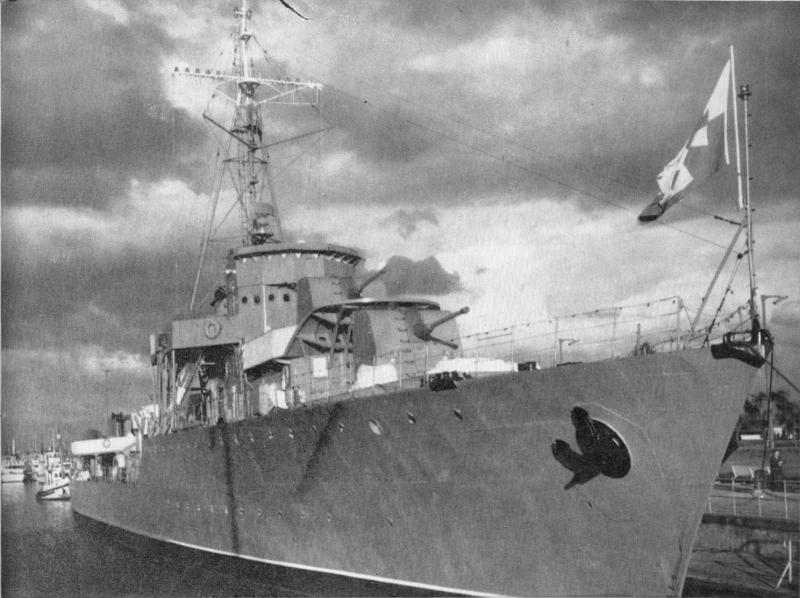
ORP Burza als museumschip

De Wicherklasse was een Poolse torpedobootjagerklasse die ontworpen is in Frankrijk. De klasse omvatte twee schepen die beide in Frankrijk zijn gebouwd. De bouw van de schepen is begonnen eind jaren twintig van de 20e eeuw en afgerond in het begin van de jaren dertig. De schepen waren tijdens de Duitse inval in Polen nog in dienst bij de Poolse marine. De Burza wist uit te wijken naar het Verenigd Koninkrijk, samen met de twee torpedobootjagers van de Gromklasse terwijl de Wicher verloren ging door een aanval van Duitse Stuka's.

## Schepen
- ORP Burza
- ORP Wicher